# La vita è un miracolo
La vita è un miracolo (Живот је чудо - Život je čudo) è un film del 2004 diretto da Emir Kusturica, presentato in concorso al 57º Festival di Cannes.

## Trama
Jugoslavia 1992. L'ingegnere serbo Luka, stabilitosi in uno sperduto paesino tra i monti della Bosnia, di suo figlio Miloš, giovane talentuoso calciatore che sogna di giocare nel Partizan, e della moglie Jadranka, lunatica cantante lirica.
Luka ha in mente un progetto di una ferrovia turistica interstatale Serbia-Bosnia, ma gli viene impedito di ultimarlo dallo scoppio della guerra. In poco tempo viene chiamato alle armi il figlio Miloš, che viene fatto subito prigioniero. Contemporaneamente Jadranka, in preda ad una sempre più visibile follia, scappa con uno xilofonista ungherese e Luka trova un grande amore nella persona di Sabaha, una giovane infermiera bosniaca-musulmana, ricevuta come ostaggio per scambiarla con il figlio Miloš.

## Analisi
Kusturica con quest'opera sembra suggerire una visione esistenziale cosmopolita dell'amore, capace di superare le barriere delle ostilità razziali, religiose e geopolitiche.

## Produzione
Per le riprese del film, il regista ha fatto realizzare un villaggio in stile tradizione successivamente adibito a struttura turistica e denominato Drvengrad. Nell'area è inoltre presente la ferrovia turistica Šarganska osmica, inaugurata nel 2003.

## Riconoscimenti
- Premi César 2005
  - Miglior film dell'Unione europea